# Cyrtandra simplex
Cyrtandra simplex är en tvåhjärtbladig växtart som beskrevs av Elmer Drew Merrill. Cyrtandra simplex ingår i släktet Cyrtandra och familjen Gesneriaceae. Inga underarter finns listade i Catalogue of Life.